# Albtal und Seitentäler
Das Naturschutzgebiet Albtal und Seitentäler liegt im Nordschwarzwald in den Talauen des Flusses Alb und seiner Zuflüsse. Seine 620,6 ha Fläche gehören zu zehn Gemeinden in vier baden-württembergischen Landkreisen. Das Gebiet mit der Kenn-Nummer 2.178 steht seit dem 1. Juni 1994 unter Naturschutz.

## Lage
Folgende Städte und Gemeinden haben Anteil am Naturschutzgebiet: Ettlingen, Karlsbad, Malsch, Marxzell, Waldbronn (alle Landkreis Karlsruhe), Gaggenau, Loffenau (beide Landkreis Rastatt), Dobel, Bad Herrenalb (beide Landkreis Calw), Straubenhardt (Enzkreis).
Die Flächen liegen in den folgenden Naturräumen des Schwarzwalds: Schwarzwald-Randplatten, Grindenschwarzwald und Enzhöhen und Nördlicher Talschwarzwald.

## Schutzzweck
Schutzzweck des Naturschutzgebietes ist 
- die Erhaltung der Talauen als offene Landschaftsräume,
- die Erhaltung und Entwicklung vielfältiger Biotope wie Fließ- und Stillgewässer, Quellen, naturnahe Laub- und Nadelwälder, Galeriewälder, Hecken, Steinriegel, Trockenmauern, Felsen, Blockhalden, Nass- und Feuchtwiesen, Seggenriede und Röhrichte sowie Klingen und Klammen,
- die Erhaltung der Vielfalt an Tierarten wie Vögel, Amphibien und Reptilien, Wildbienen, Heuschrecken und Schmetterlinge sowie die Sicherung verschiedener Pflanzengesellschaften wie Borst- und Pfeifengras-, feuchte Goldhafer- und Traubenrespenwiesen in ihren typischen naturnahen bis natürlichen Ausprägungen,
- die Erhaltung der Gewässerdynamik, der Gewässersysteme inklusive der historischen Wässerwiesenanlagen und der Gewässerqualität und
- die Erhaltung der geomorphologischen Gegebenheiten wie Felsen, Felsenmeere, Klingen und Klammen.